# Karel Dítě
Karel Dítě (cca 849, Frankfurt nad Mohanem – 29. září 866, Buzançais) byl králem Akvitánie v letech 855–866, v opozici proti Pipinovi II.

## Biografie
Karel se narodil jako mladší syn krále Západofranské říše Karla II. Holého a Ermentrudy, dcery Odona I., orleánského hraběte. Jeho starší bratr byl pozdější západofranský král Ludvík II. Koktavý.
Karlův otec, král Karel II. Holý, válčil o akvitánskou korunu se svým synovcem Pipinem II. Akvitánským od roku 838. Roku 852 se mu podařilo Pipina zajmout. Další pretendent akvitánského trůnu, Ludvík III. Mladší, syn Ludvíka Němce, staršího bratra Karla Holého, rezignoval na válku o korunu v roce 855. Karel Holý udělil Akvitánii svému mladšímu synovi, který byl téhož roku ve věku šesti let korunován v Limoges. Jeho opatrovníkem byl určen hrabě z Poitiers Ramnulf, jenž získal titul akvitánského vévody.
Na rozdíl od svých předchůdců na akvitánském trůnu (Ludvíka Pobožného, Pipina I. a Pipina II.) nevládl mladičký král v Akvitánii žádnou skutečnou mocí. Akvitánie byla v područí franského krále, v království neexistovala vlastní správa, všechna rozhodnutí prováděl Karel Holý. Řízení království spočívalo v rukou rady, jíž předsedal vévoda Ramnulf.
Roku 862 se mladý král pokusil získat určitou nezávislost na otci. Oženil se bez králova svolení s vdovou bourgeského hraběte Humberta II. a na radu svých nejbližších rádců, hrabat Etienna a Akfreda, požádal otce, aby mu předal veškerou vládu v Akvitánii. Karel Holý to považoval za vzpouru, roku 863 vtrhl do Akvitánie, zajal syna a uvěznil ho v Compiègne, jeho manželku pak vypověděl od dvora; jejich manželství bylo rozvázáno. Roku 865 se však Karel Dítě opět do Akvitánie vrátil.
V podstatě po celou dobu Karlova kralování ovšem Akvitánci usilovali o odtržení od západofranského království a podporovali Pipina II., když roku 854 uprchl z vězení, kam ho Karel Holý uvrhl. Válka s Pipinem trvala do roku 864, kdy Karlův konkurent byl znovu zajat a vsazen do vězení v Senlis, kde (zřejmě krátce nato) zemřel.
Téhož roku údajně Karel Dítě na lovu utrpěl úraz – měl být silně udeřen mečem do hlavy, načež začal trpět epilepsií. Zemřel bezdětný v Buzançais dva roky nato, 29. září roku 866, ve věku sedmnácti let. Jeho mladší bratr mnich Karloman a arcibiskup Bulfad ho nechali pohřbít v kostele sv. Sulpicia v Bourges. Vládu v Akvitánii po něm převzal jeho starší bratr, Ludvík II. Koktavý.